# Sogatella vibix
Sogatella vibix är en insektsart som först beskrevs av Haupt 1927.  Sogatella vibix ingår i släktet Sogatella och familjen sporrstritar. Inga underarter finns listade i Catalogue of Life.